# En el club
En el club es un álbum de estudio del grupo Los Flechazos perteneciente a la compañía discográfica DRO, editado en el año 1989, y compuesto por 11 canciones.

## Lista de canciones
| N.º | Título                  | Duración |  |
| 1.  | «En el club»            |          |  |
| 2.  | «No voy a cambiar»      |          |  |
| 3.  | «Atrapado en el tiempo» |          |  |
| 4.  | «La reina del muelle»   |          |  |
| 5.  | «Cuando el dolor se va» |          |  |
| 6.  | «Quiero regresar»       |          |  |
| 7.  | «La chica de Mel»       |          |  |
| 8.  | «Dr. Watson»            |          |  |
| 9.  | «Portadas en el Vogue»  |          |  |
| 10. | «Basta ya»              |          |  |
| 11. | «Arco iris»             |          |  |